# Microdalyellia nanella
Microdalyellia nanella är en plattmaskart som först beskrevs av Beklemischev 1921.  Microdalyellia nanella ingår i släktet Microdalyellia, och familjen Dalyelliidae. Arten är reproducerande i Sverige.